# Mahavira
Mahavira, også kendt som Vardhamāna, var den 24. fjerde tirthankara, der genoplivede jainismen. Han redegjorde for de tidligere tirthankaras åndelige, filosofiske og etiske lære fra den fjerne pre-vediske epoke. I Jain-traditionen menes det, at Mahavira blev født i begyndelsen af det 6. århundrede f.Kr. til en kongelig Kshatriya-familie i nutidens Bihar, Indien. Han overgav alle verdslige ejendele i en alder af 30 år og forlod hjemmet for at stræbe efter åndelig opvågning og blive ascetisk. Mahavira praktiserede intens meditation og alvorlige austerities i 12 år, hvorefter han formodes at have opnået Kevala Jnana (alvidenskab). Han prædikerede i 30 år og menes af Jains at have nået moksha i det 6. århundrede f.Kr., selv om året varierer efter sekt. Forskere som Karl Potter anser hans biografi usikker; nogle tyder på, at han levede i det 5. århundrede f.Kr., samtidig med Buddha. Mahavira nåede nirvana i en alder af 72 år, og hans krop blev kremeret.
Efter at have opnået Kevala Jnana lærte Mahavira, at overholdelse af løfterne om ahimsa (ikke-vold), satya (sandhed), asteya (ikke-stjæler), brahmacharya (kyskhed) og aparigraha (ikke-vedhæftning) er nødvendige for åndelig befrielse. Han lærte principperne om Anekantavada (mangesidige virkelighed): syadvada og nayavada. Mahaviras lære blev udarbejdet af Indrabhuti Gautama (hans øverste discipel) som Jain Agamas. Teksterne, der sendes muntligt af Jain munke, menes at have været stort set tabt omkring 1. århundrede (da de først blev nedskrevet). De overlevende versioner af Agamas undervist af Mahavira er nogle af jainismens grundtekster.
Mahavira er sædvanligvis afbildet i en sidde eller stående meditativ holdning, med symbolet på et løve under ham. Hans tidligste ikonografi er fra arkæologiske steder i den nordlige indiske by Mathura og er dateret fra 1. århundrede f.Kr. til 2. århundrede e.Kr. Hans fødsel fejres som Mahavir Jayanti, og hans nirvana observeres af Jains som Diwali.
1. ↑  Navnet er anført på bokmål og stammer fra Wikidata hvor navnet endnu ikke findes på dansk.
2. ↑  Navnet er anført på svensk og stammer fra Wikidata hvor navnet endnu ikke findes på dansk.